# Natale a Castlebury Hall
Natale a Castlebury Hall (A Princess for Christmas) è un film del 2011 diretto da Michael Damian e girato in Romania al Castello di Peleș. Viene trasmesso in Italia in prima tv su Premium Mya e poi nel pomeriggio di Canale 5 il 2 gennaio 2013 appassionando 2.409.000 telespettatori (16,23%). Viene replicato il 25 dicembre 2013 sempre su Canale 5 in prima serata, raccogliendo 4.393.000 telespettatori per uno share del 19,68%.
Nonostante fosse stato un film pensato per il cinema, in Italia non è mai arrivato nelle sale cinematografiche. La traduzione italiana è stata infatti doppiata e commissionata da Mediaset, che l'ha trasmessa nelle proprie reti.

## Trama
Dopo la morte della sorella e del cognato, la ventenne Jules originaria della città di Buffalo, che ha appena perso il lavoro, cerca di prendersi cura dei suoi nipotini Maddie e Milo.
Nel periodo natalizio, Jules riceve un invito inaspettato da parte del duca Edward di Castlebury Hall, il nonno dei bambini che, dopo anni di assenza dovuti ad antichi dissapori con il figlio perché sposato con una donna senza titolo nobiliare, torna a farsi vivo mandando il proprio maggiordomo a esortarla di accompagnare i nipoti nel suo castello. Dopo averci riflettuto a lungo, Jules decide di accettare la proposta.
Jules intanto mentre passeggia per il corridoio si scontra con Ashton, figlio minore di Edward che si presentano dopo un temporaneo momento di imbarazzo.
I nipoti si chiedono perché il nonno in tutti quegli anni non li abbia mai cercati, ma il duca risponde in sua difesa che ha intenzione di rimediare a tutti i suoi sbagli.
Jules, inoltre, vuole rendere il castello più natalizio addobbandolo con tanto di albero e luci colorate, ma Edward è in disaccordo perché il Natale gli ricorda la morte del figlio. Ashton invece si schiera dalla parte di Jules.
Così insieme con i nipoti, Jules si reca al villaggio per scegliere l'albero di Natale. Milo però fa a botte con un passante e la zia, una volta arrivati al castello, lo rimprovera, e con l'aiuto di Ashton riescono a far capire a Milo i suoi sbagli.
L'albero è pronto per essere decorato e i domestici, dopo essere stati convinti dalla stessa Jules, la aiutano ad addobbarlo.
Intanto Jules conosce Arabelle, futura fidanzata di Ashton, alla quale sembra non piacere affatto la ragazza americana.
Ashton e Jules passano molto tempo insieme e anche i due nipoti cominciano ad affezionarsi al principe.
Il duca Edward organizza una festa in onore del figlio, così Ashton va dal padre per revisionare la lista degli invitati.
Il padre intanto si sofferma su un invitato particolare della lista dicendo di non volerlo invitare perché teme che lo possa mettere in imbarazzo. Jules, che è là ad ascoltarlo, pensa che stiano parlando di lei, così decide di tornare a Buffalo lasciando i due nipotini al castello. Dopo aver raccomandato loro di non dire nulla a nessuno, se non dopo la sua partenza, si reca alla stazione.
I maggiordomi scoprono tutto e vanno a cercarla e la convincono a tornare, comprandole un abito nuovo per il ballo.
Nel frattempo Ashton e Arabelle hanno una discussione e Arabelle gli fa capire che è interessata a lui soltanto per il suo titolo nobiliare, essendo il suo unico scopo quello di diventare principessa.
Jules intanto è tornata al castello e quando Ashton la vede nella sala da ballo, la invita a ballare scatenando così la perplessità dei genitori di Arabelle, indignati dal fatto che Ashton balli con una "pezzente"; la stessa Arabella cerca di screditarla davanti a tutti - menzionando la dipendenza da patatine di Maddie, il furto del videogame di Milo e il licenziamento di Jules - ma Jules riesce a difendersi e il duca Edward umilia Arabelle sottolineando che, a differenza di Jules, lei non ha mai lavorato e per questo, proprio come i suoi genitori, è tutta apparenza e niente sostanza.
Ashton ringrazia suo padre e mentre festeggiano il Natale, mostrando una stanza piena di decorazioni e regali, quest'ultimo dichiara il suo amore per Jules e la sposa.